# Голем Град
Голем Град (мак. Голем Град) — острів у Північній Македонії. Назва острова означає велика фортеця, також відомий як Зміїний острів. Острів займає площу понад 20 га. Розташований на озері Преспа, за кілька кілометрів від грецького та албанського кордонів. На острові Голем Град є кілька стародавніх руїн та храмів. На острові мешкають різні види тварин, зокрема, змій. У серпні 2008 року острів став доступним для туристів.

## Опис
Голем Град має площу 20 га: 600 м завдовжки та 350 м завширшки. Від середини XX століття острів безлюдний. На той час невелика чернеча громада покинула острів.
На острів можна дістатися тільки човном. Острів оточують скелі заввишки від 20 до 30 м та печери.
Завдяки геоморфологічним особливостям, характерній флорі та фауні, острів оголошено природним заповідником. Близькість Середземного моря створює на острові особливий мікроклімат, що обумовлює наявність на ньому багатої та рідкісної рослинності, в якій домінують південні європейські квіткові: 41 або 25,6 % субсередземноморські види; 29 або 18,2 % — євразійські; 20 або 12,6 % — середземноморські та ін.
На відносно невеликій площі острова міститься багато культурних та історичних пам'яток. Тут виявлено залишки поселень доби неоліту, римський некрополь. Острів був заселеним ще 2000 років тому. Серед храмів, що існували тут, цікавим є храм, зведений у XIV столітті на фундаменті римської фортеці. Збереглися храм Святого Петра, середньовічна церква Святого Димитрія, християнська базиліка кінця IV століття з мозаїчною підлогою.
На південь розташований острів Мал Град.

## Галерея

Карта острова Голем Град
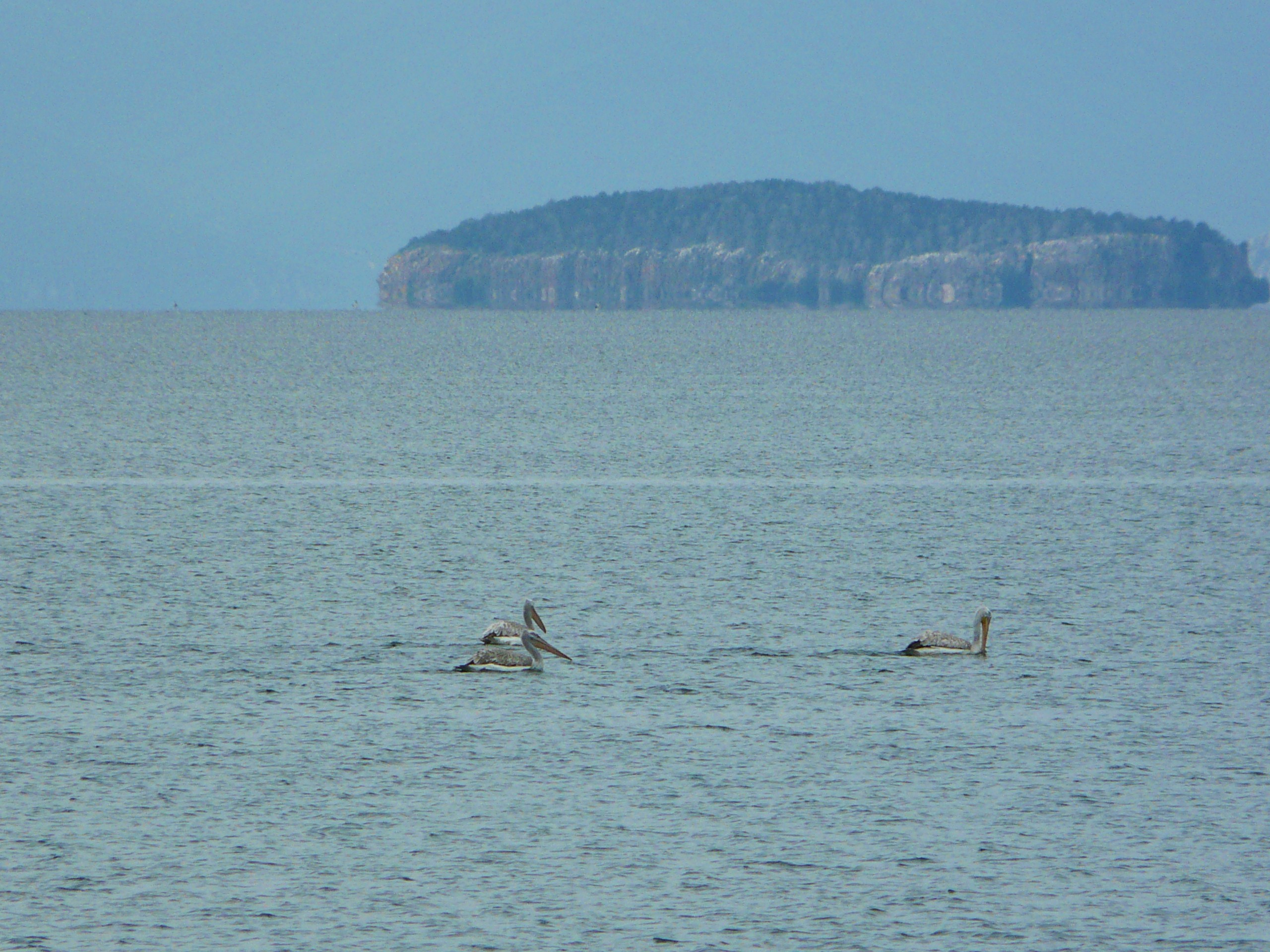
Пелікани на тлі острова
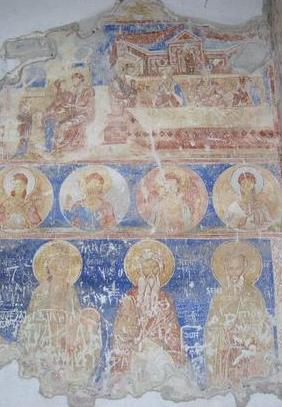
Фрески церкви Святого Петра на Голем Граді
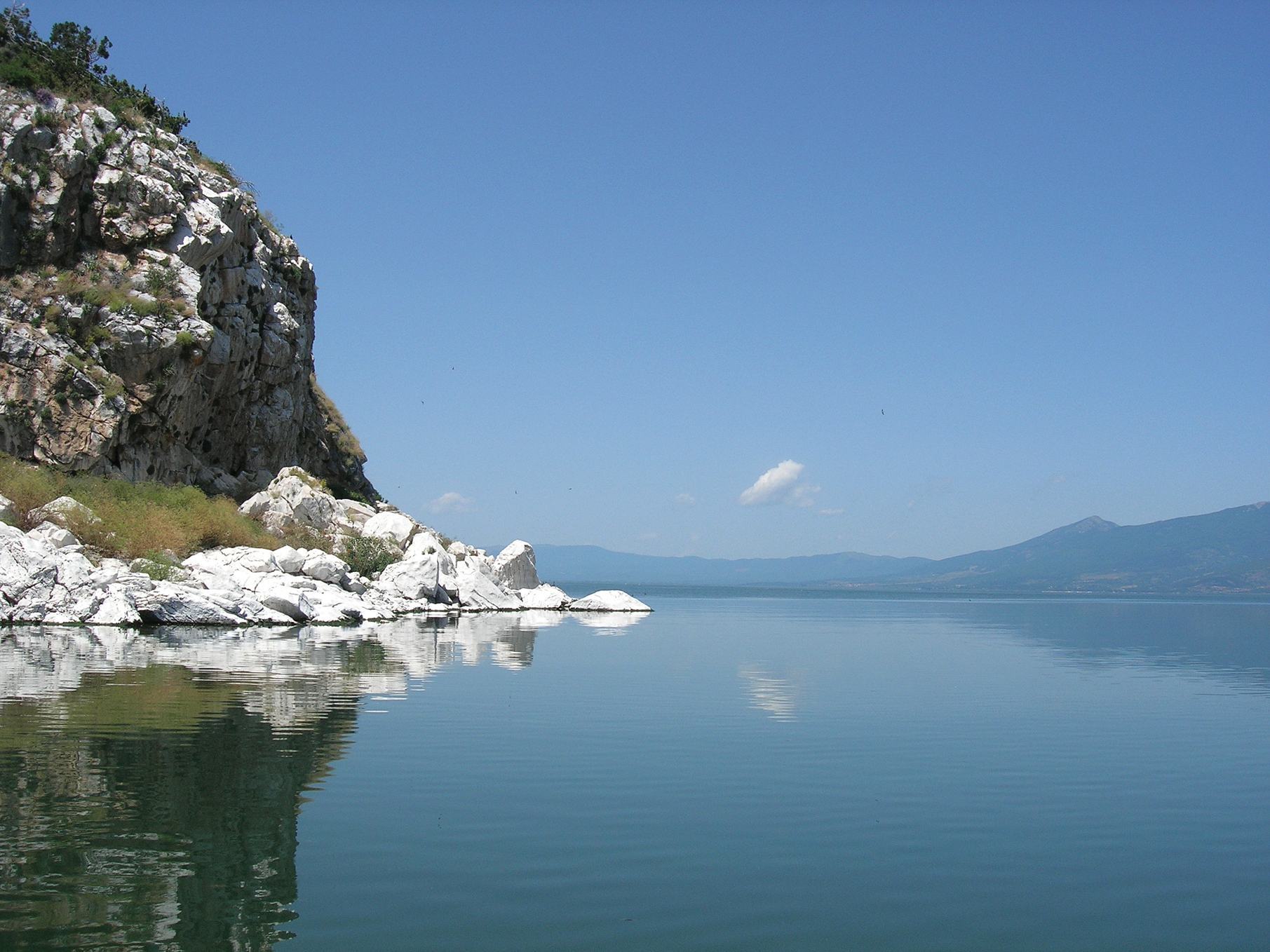
Кам'янисті береги острова
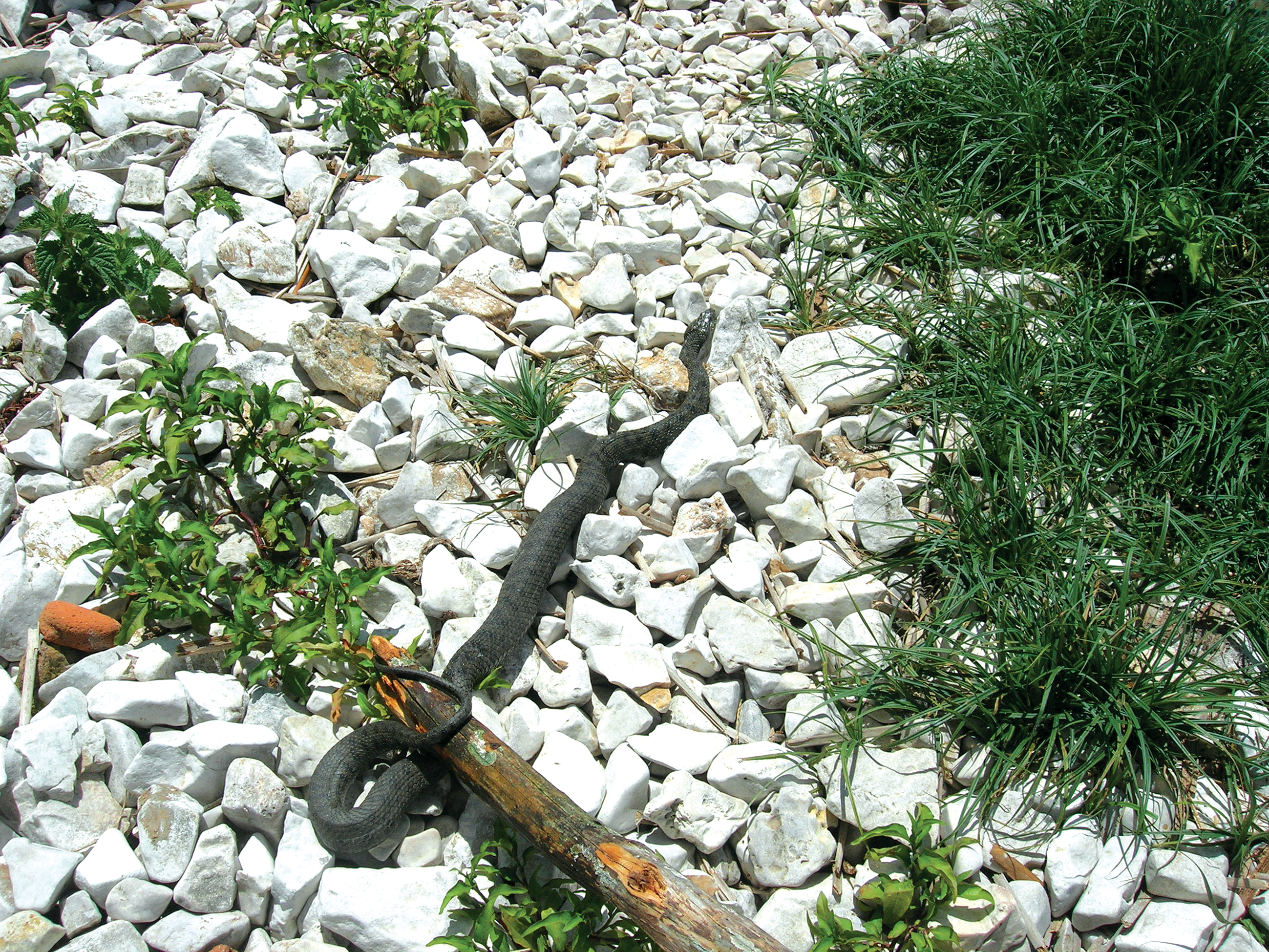
Змії на острові
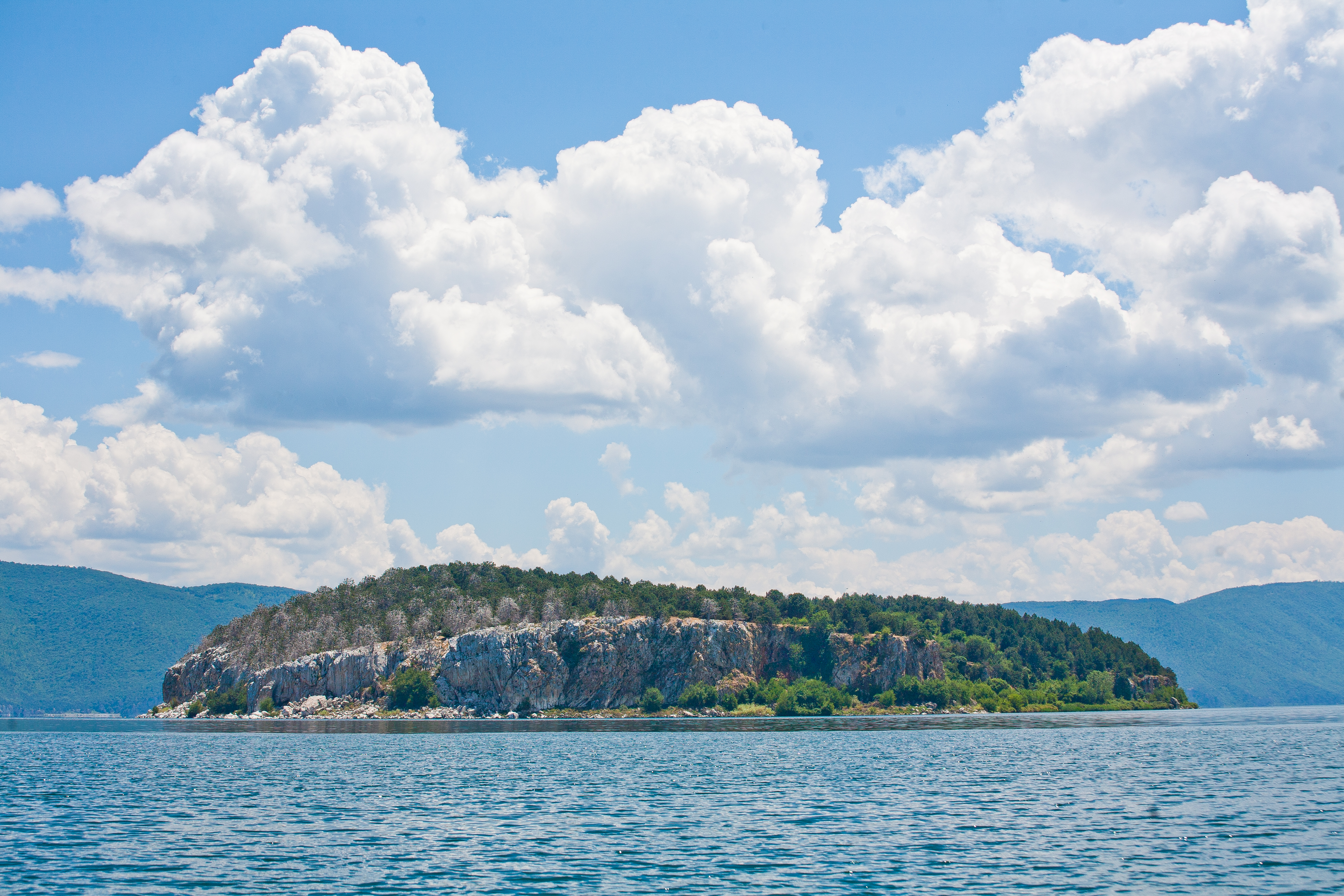
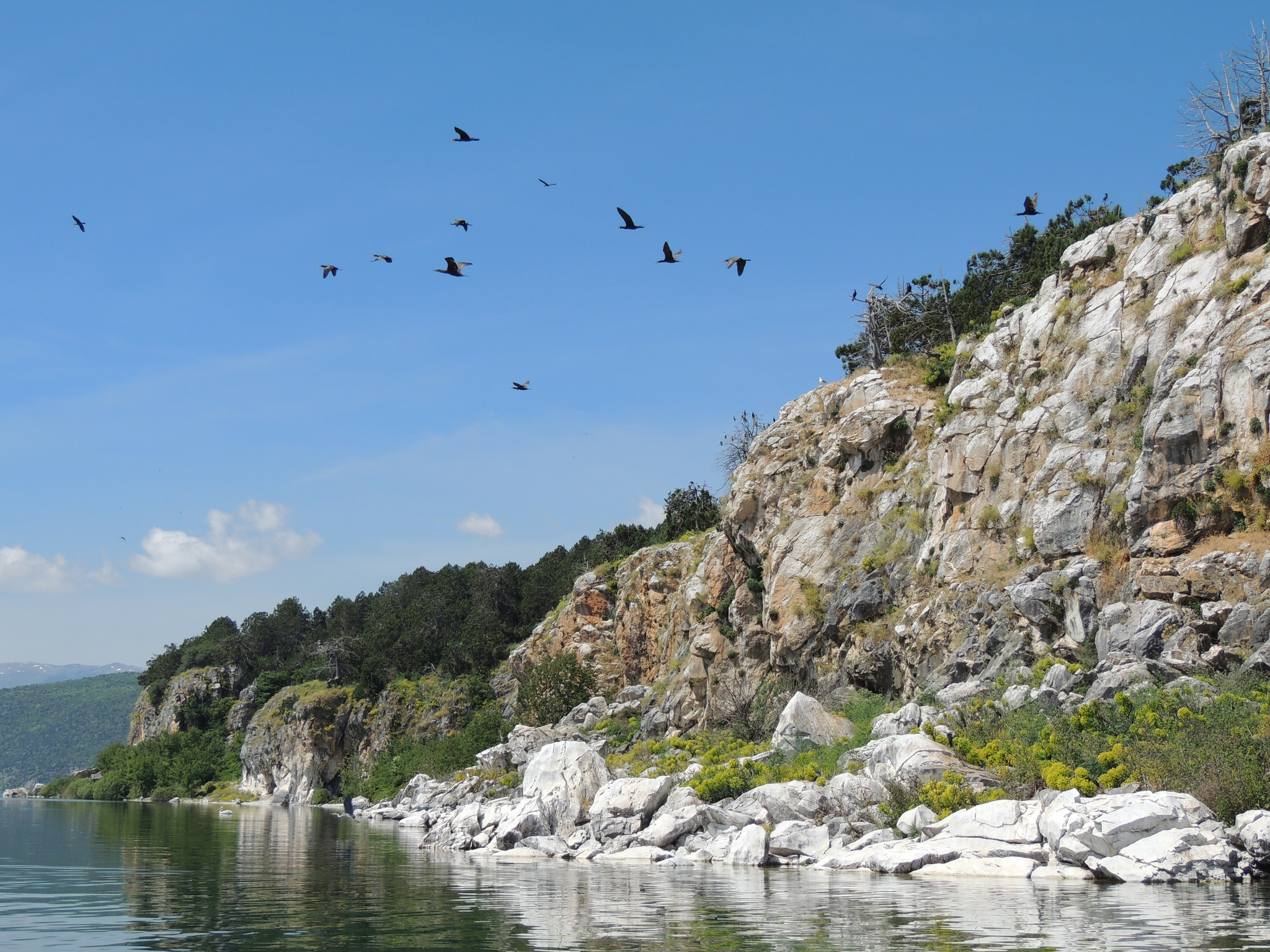
Колонія бакланів на острові